# Hedysarum montanum
Hedysarum montanum là một loài thực vật có hoa trong họ Đậu. Loài này được (B.Fedtsch.) B.Fedtsch. miêu tả khoa học đầu tiên.